# 加賀崎航太
加賀崎 航太（かがさき こうた、1996年11月11日-）は、神奈川県横浜市出身のゴルファー。
幼少期より、父親の仕事の関係で海外での生活が続く。3歳時に渡米後、ニュージーランドを経て、9歳時よりオーストラリアに在住。
8歳の誕生日にゴルフを始めたレフティー（左打ち）ゴルファー。

## 経歴
10歳時（2007年）に出場した世界ジュニアゴルフ選手権では2位（9-10歳の部）という好成績を残した。

パッティングやチップショットなどのショートゲームが得意であり、本人もゴルフの醍醐味はショートゲームであると述べている。
2009年、ナイキゴルフ社のイベントで3年ぶりに来日したタイガー・ウッズとの9ホールマッチに臨んだ際に、
「2ホール勝利する」と宣言し、結果は1ホールの勝利となったが、当時12歳のジュニアが見せた実力は周囲を驚かせた。
2011年のソニーオープンでは、ザック・ジョンソンやスティーブ・ストリッカーなどのトップ・プロらとエキシビジョンマッチに参加した。